# Edwin-Schuster-Hof

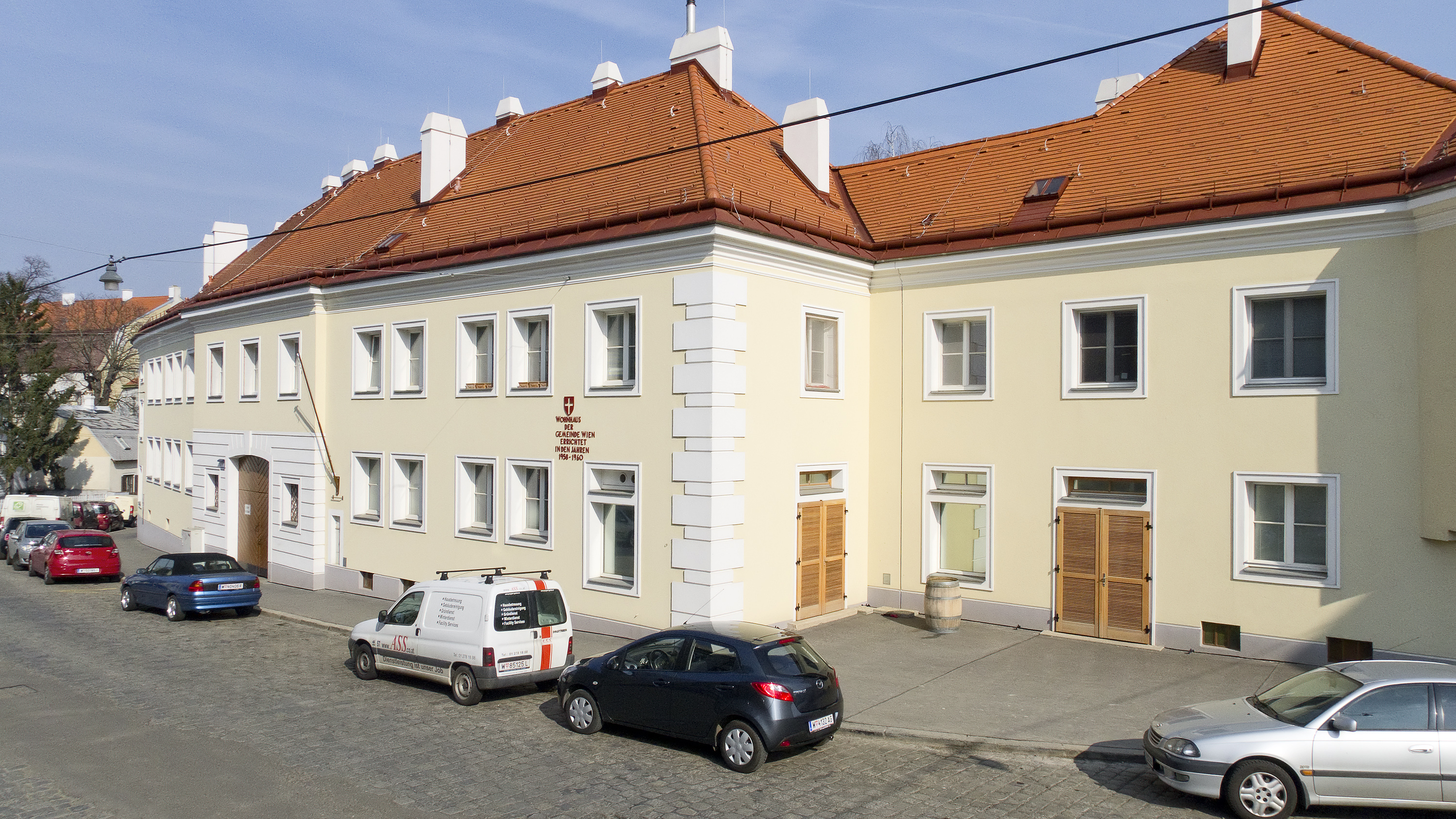
Edwin-Schuster-Hof

Der Edwin-Schuster-Hof ist ein Gemeindebau im 19. Wiener Gemeindebezirk Döbling. Er wurde zwischen 1958 und 1960 nach Plänen des Architekten Hans Steineder errichtet und umfasst 41 Wohnungen.

## Lage
Der Edwin-Schuster-Hof liegt in der Döblinger Katastralgemeinde Nussdorf im alten Ortskern des Weinortes Nussdorf. Die Wohnhausanlage umfasst eine um ein Straßeneck verlaufende Häuserzeile an der Kahlenberger Straße und der Greinergasse. Die offizielle Adresse der Wohnanlage lautet Greinergasse 36–38.

## Geschichte und Bauwerk
In den 1950er Jahren kaufte die Stadt Wien mehrere alte Weinhauerhäuser und fasste sie zu einem Gemeindebau zusammen. Die Architekten versuchten dabei, das Ortsbild zu erhalten und die neuen Gebäudeteile an die historischen Gebäude der Umgebung anzupassen. Zum historischen Bestand gehören ein einstöckiges Vordergebäude, ein dahinterliegendes, unmittelbar anschließendes, ebenfalls ebenerdiges Hintergebäude sowie ein weiteres freistehendes Hintergebäude. Unter Einbeziehung dieser Gebäude errichtete Architekt Hans Steineder eine geschlossene Eckverbauung, wobei er in der Greinergasse zwei zweigeschoßige Stiegenhäuser errichten ließ. Die drei Stiegenhäuser an der Kahlenberger Straße umfassen hingegen drei Geschoße. Das Zusammentreffen der beiden Straßen wird von einem Eckerker markiert. An der Kahlenberger Straße wurde die Wageneinfahrt des Weinhauerhauses erhalten, das heute als Einfahrt für die im Gartenhof liegenden Parkplätze dient.
Künstlerisch wurde der Edwin-Schuster-Hof mit einer Natursteinplastik mit dem Titel „Winzerin“ vom Bildhauer Ernst Wenzelis ausgestattet. Der Hof selbst wurde 1989 nach dem Widerstandskämpfer Edwin Schuster benannt.

## Bilder

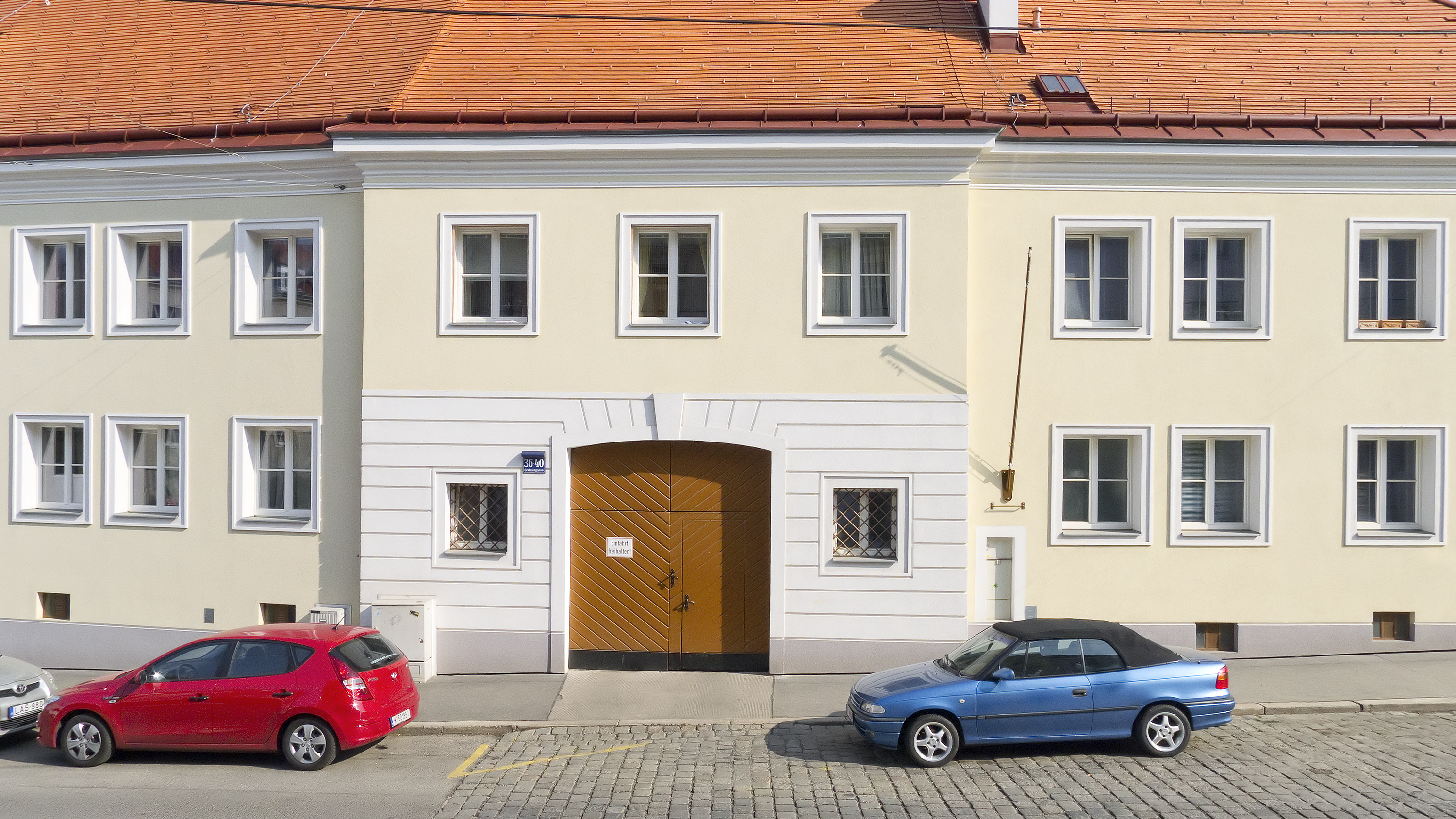
Eingang in der Greinergasse
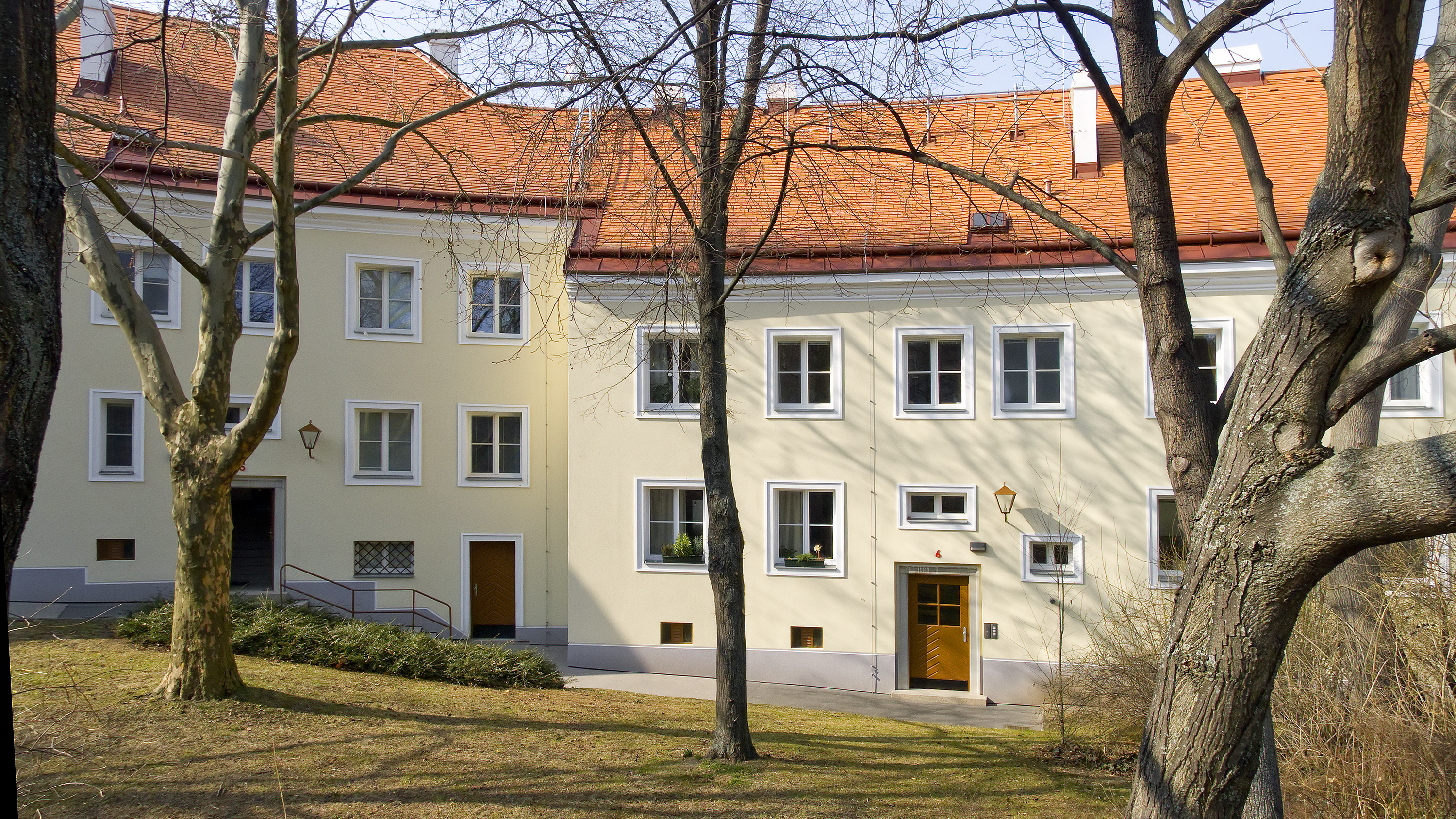
Innenhof, Stiegen 4 und 5
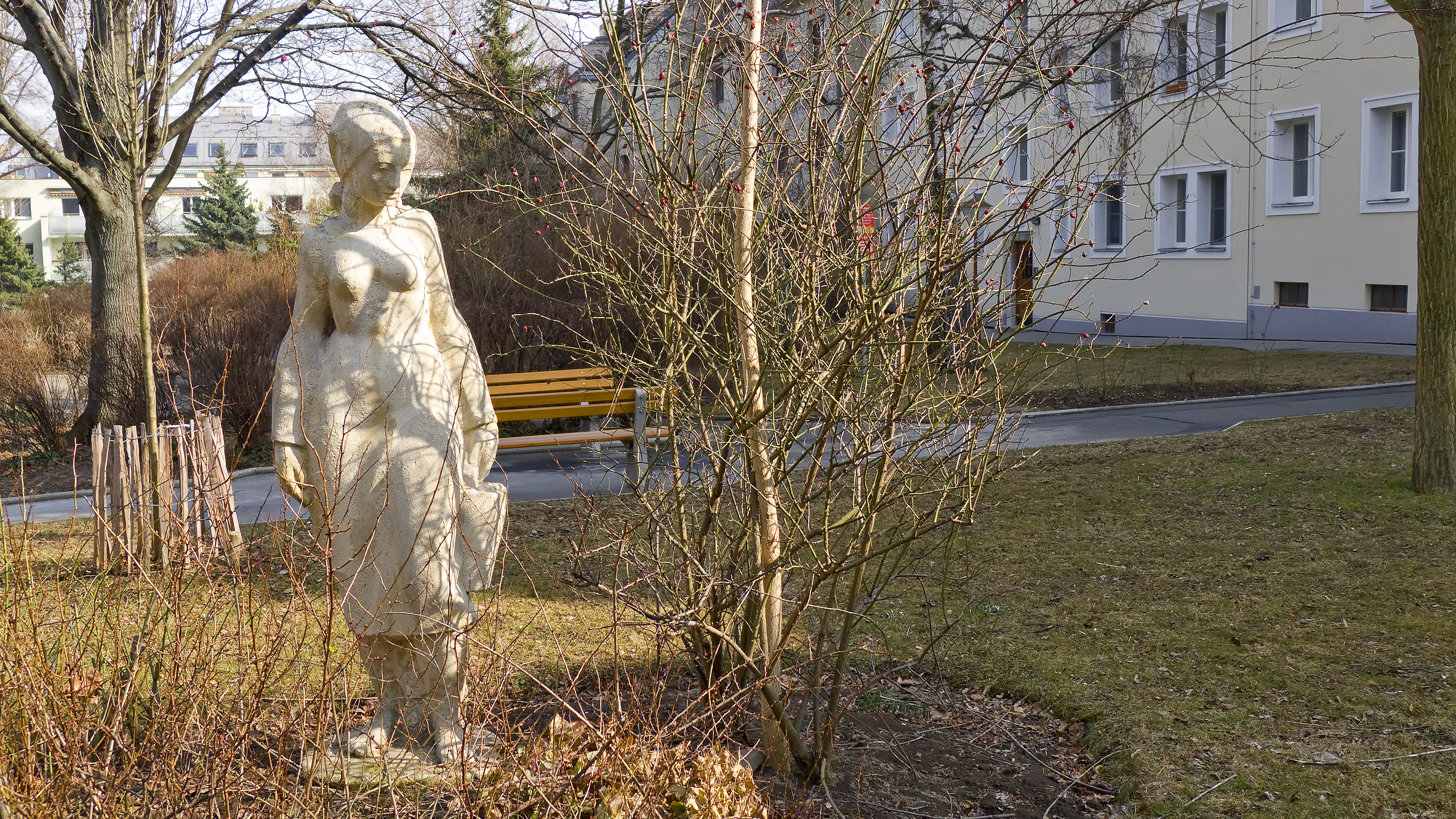
Natursteinplastik im Innenhof
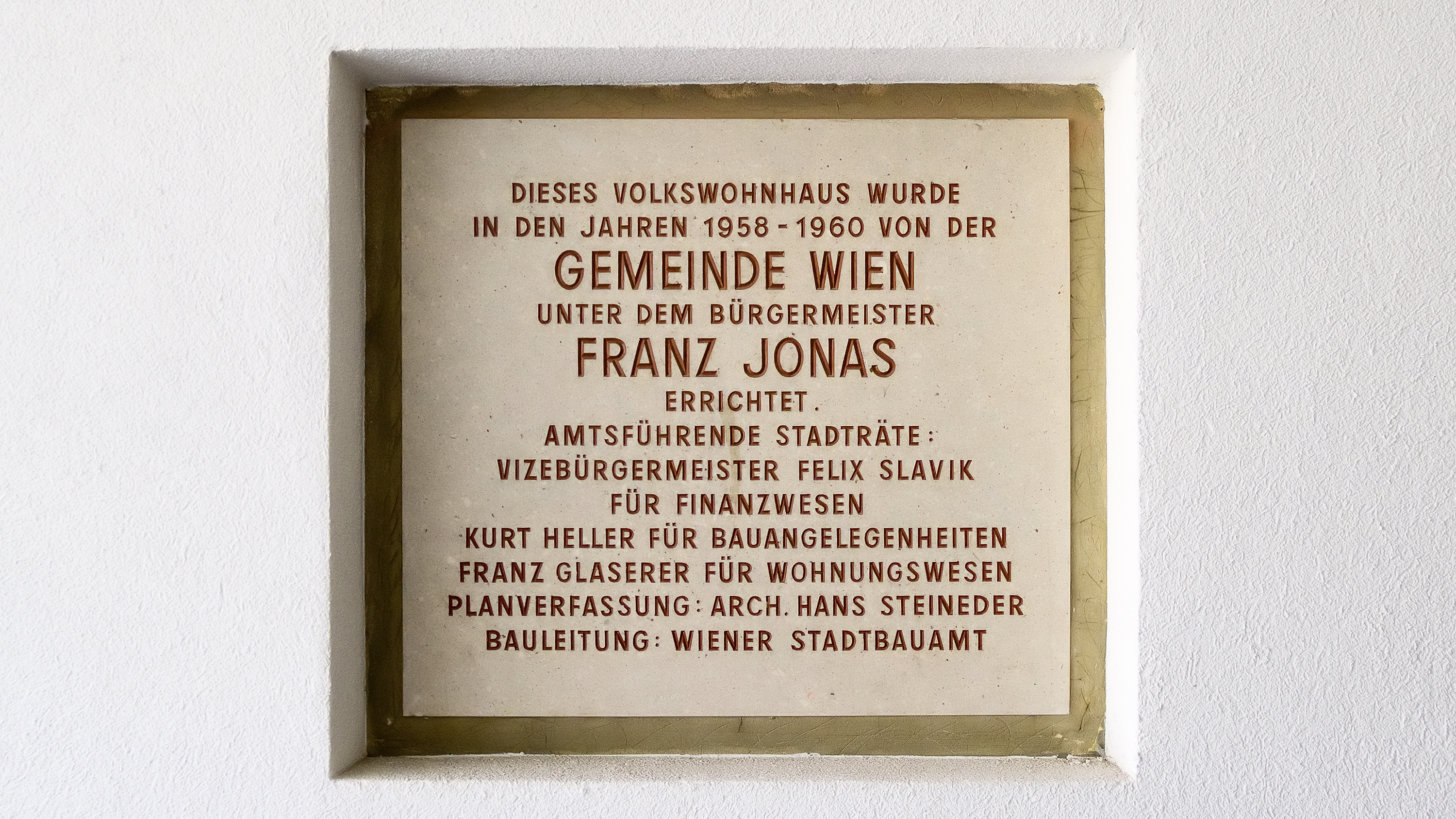
Gedenktafel im Eingang